# Gustav Feidler
Gustav August Feidler (* 12. Mai 1886 in Gablonz an der Neiße; † 28. November 1940 in Dresden) war ein deutscher Theaterschauspieler und Inspizient.

## Leben und Wirken
Er war der Sohn des Schauspielers August Franz Feidler. Nach dem Schulabschluss nahm er Schauspielunterricht und kam von verschiedenen kleinen Bühnen erst nach Berlin und dann an das Staatstheater nach Dresden, wo er über 30 Jahre als Schauspieler und Inspizient wirkte. Er starb im Alter von 54 Jahren an Lungentuberkulose.